# Lepidodactylus yami
Lepidodactylus yami — вид геконоподібних ящірок родини геконових (Gekkonidae). Ендемік Тайваню.

## Поширення і екологія
Lepidodactylus yami є ендеміками острова Ланьюй, розташованого в Лусонській протоці на південь від Тайваня. Вони живуть в первинних і вторинних тропічних лісах, на висоті до 500 м над рівнем моря. Відкладають яйця, в кладці 2 яйця.

## Етимологія
Вид L. yami був названий на честь ямі, корінного народу острова Ланьюй.

## Збереження
МСОП класифікує стан збереження цього виду як близький до загрозливого. Lepidodactylus yami загрожує знищення природного середовища. 